# Ortica (singolo)
Ortica è un singolo della cantante italiana Arisa, pubblicato il 23 aprile 2021 come secondo estratto dal settimo album in studio Ero romantica.

## Descrizione
Il testo del brano, scritto dalla stessa Arisa e prodotto con il Maestro Adriano Pennino, parla d'amore attraverso un testo che alterna il napoletano con l'italiano. A proposito del significato, la cantante ha dichiarato:

## Tracce
Testi di Rosalba Pippa, musiche di Rosalba Pippa e Adriano Pennino
Download digitale
1. Ortica – 4:01

Download digitale – Jason Rooney Sensual Mix
1. Ortica (o' sacc sul ij) (Jason Rooney Sensual Mix) – 4:06 (testo: Rosalba Pippa – musica: Rosalba Pippa, Adriano Pennino, Giuseppe D'Albenzio)